# Graphics processing unit

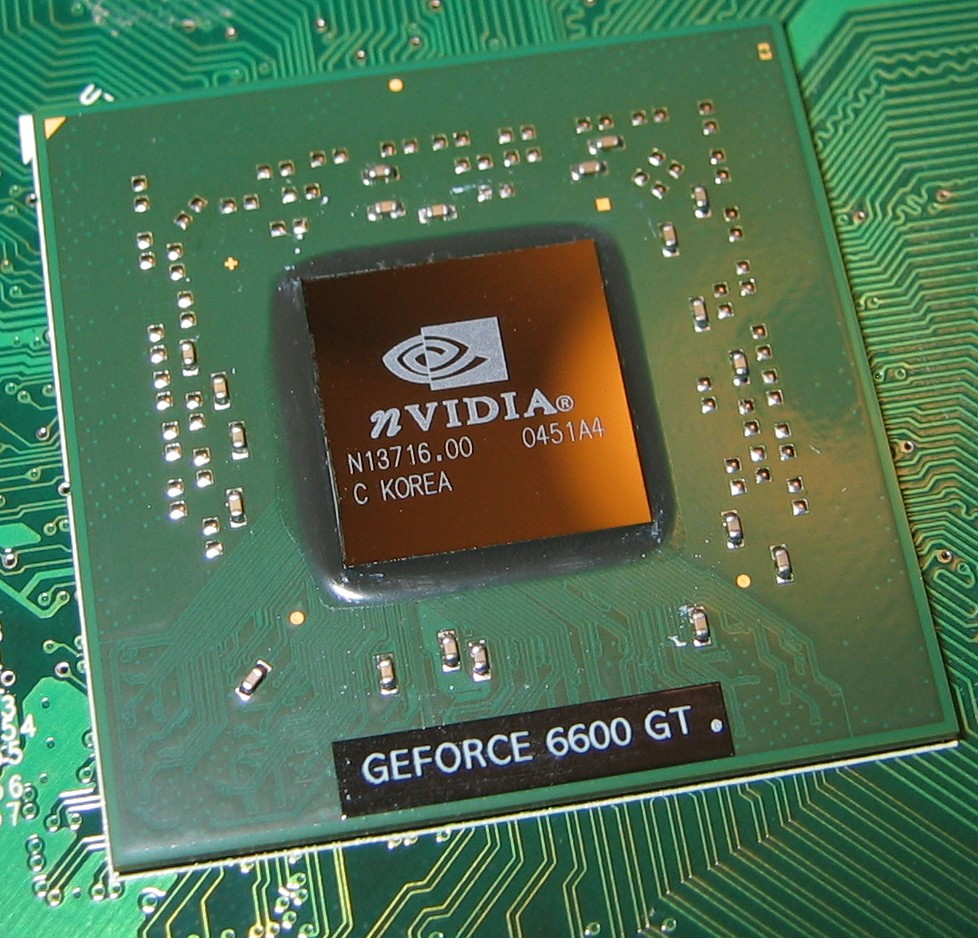
GeForce 6600GT (NV43) GPU

Een graphics processing unit, GPU of grafische processor is een processor die gebruikt wordt voor alle videotaken. Hiermee neemt hij deze taken van de CPU (Central Processing Unit) over. De GPU bevindt zich meestal op een videokaart. Een GPU is dus ook niet hetzelfde als een videokaart, de GPU is de chip die de grafische beelden inlaadt, de videokaart is de verzameling onderdelen waarvan de GPU afhankelijk is zoals PCIe-connectie en koeling.
De voorloper van de GPU (de Video Display Controller) werd reeds gebruikt in de jaren 70 en 80. Spelcomputers en pc's zoals de machines van Atari, Commodore en Apple hadden vaak een specifieke chip die bepaalde videobewerkingen kon uitvoeren zonder tussenkomst van de CPU. Deze bewerkingen bleven echter nog vrij beperkt tot vooral bitmaptransformaties (een zogenaamde "blitter") of het laten bewegen van een sprite.
De eerste videokaarten voor de IBM PC, tot en met de eerste VGA-kaarten, waren ook uitgevoerd middels een Video Display Controller en hadden geen ingebouwde bitmaptransformatiehardware. De videokaarten gebaseerd op de IBM chip 8514 waren een van de eerste die dit wel hadden, en waren voornamelijk bedoeld voor het versnellen van CAD-software. Later is het aantal functies op deze chips sterk uitgebreid. Zo worden tegenwoordig niet alleen 2D-functies maar ook 3D-technieken gebruikt in deze chips. Deze hardware had natuurlijk ook specifieke software nodig, meestal onder de vorm van stuurprogramma's, waarbij elke fabrikant zelf de functionaliteiten bepaalde. Ten behoeve van de standaardisatie werden echter standaardfunctionaliteiten vooropgesteld die een videokaart moest kunnen uitvoeren, hetzij via software hetzij via hardware (in het stuurprogramma of in het besturingssysteem). Dit leidde o.a. tot de DirectX-interface op het Windows-platform en OpenGL. Bij elke nieuwe versie van de DirectX-interface werden meer en meer functies voorzien. Zo werd bij Direct3D 7.0 de 'Transform & Lighting' toegevoegd, die het eerst gebruikt werd in de GeForce grafische kaarten van Nvidia. Andere fabrikanten volgden later. Deze evolutie is ook sterk verbonden met de ontwikkeling van compressietechnieken voor bewegende beelden zoals MPEG. Het snel en vloeiend weergeven van dergelijke beelden steunt deels op transformaties die de GPU uitvoert (dit wordt videoversnelling of hardwareversnelling genoemd).
Tegenwoordig verkiezen de fabrikanten om hun videokaarten met de term "accelerator" aan te duiden, wat duidelijker aangeeft dat de kaart (met een GPU en meestal specifiek videogeheugen) als bedoeling heeft om de pc sneller te maken. Vooral bij de hedendaagse videogames is dit geen overbodige luxe.

## GPU-fabrikanten

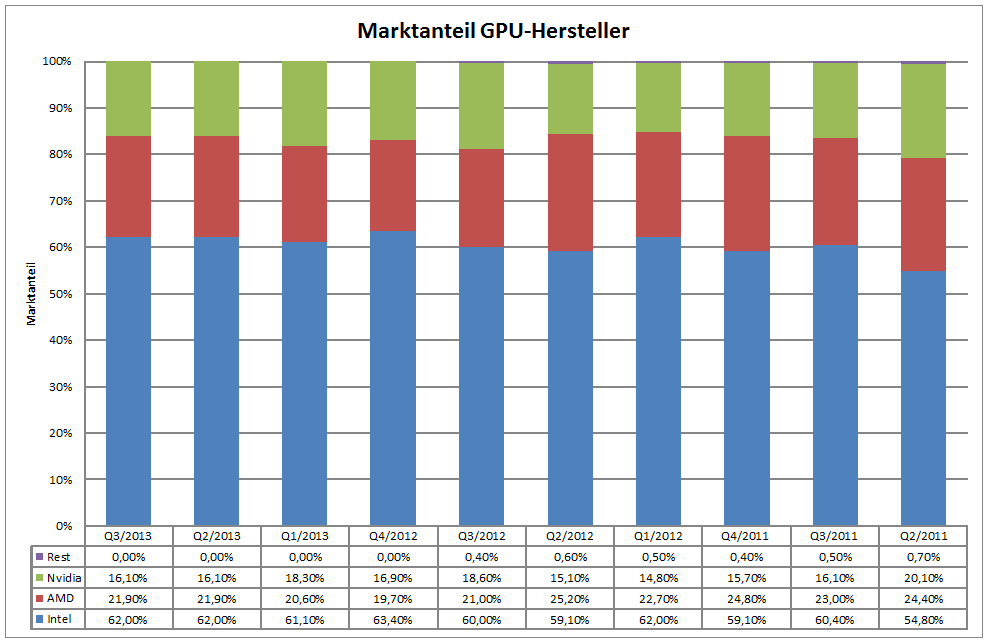
Marktaandeel GPU fabrikanten

Veel fabrikanten hebben GPU's geproduceerd onder een groot aantal merknamen. In 2008 waren Intel, NVIDIA en AMD/ATI de marktleiders, met respectievelijk 49,4%, 27,8% en 20,6% marktaandeel. Echter, deze aantallen zijn inclusief Intels zeer weinig kostende, minder krachtige geïntegreerde grafische oplossingen. Dat niet meegerekend, beheersten NVIDIA en ATI bijna 100% van de markt. Daarnaast produceerden S3 Graphics, VIA Technologies en Matrox ook GPU's, met een gezamenlijk marktaandeel van minder dan 1%.

## GPU-tekort
Sinds 2020 is er een tekort aan videokaarten. Dit tekort is veroorzaakt door de toegenomen vraag naar videokaarten gebruikt voor cryptocurrency-mining en door het algemene chiptekort veroorzaakt door productie- en aanvoerproblemen.